# Brisbane Boys’ College
Das Brisbane Boys’ College (BBC), gegründet 1902, ist eine reine Jungenschule mit integriertem Internat in Brisbane, Queensland, Australien.

## Geschichte
Das College wurde 1902 von Arthur „Barney“ Rudd gegründet. Rudd erreichte Brisbane im Jahre 1901 per Schiff von Melbourne. Er entschied sich dazu, eine Schule in Clayfield in einem Haus mit dem Namen „Knockarda“ zu gründen. Nach Öffnung im Februar 1902 hatte die Schule nur vier Schüler.
Im Jahre 1906 zog die Schule auf ein neues Grundstück an der Ecke von Bayview Terrace nahe der Tram-Station um. Da es dort nur begrenzt Platz für Sportplätze gab, mussten die Schüler mehrere Jahre lang stets zum nahe gelegenen Kalinga Park laufen, um dort Sport zu treiben. 1908 hatte die Schule 32 Schüler und gründete eine Kadetteneinheit. Die Schule verlor acht Clayfield-Schüler während des Ersten Weltkriegs. In den späten Zwanzigern entschied man sich aufgrund der begrenzten Kapazitäten erneut umzuziehen: Die Schule zog an ihren heutigen Sitz in Toowong mit großzügiger Unterstützung ihrer Besitzer, die Töchter des späteren Premierministers von Queensland, Sir Robert Philp. Der alte Clayfield-Campus wurde zur Grundschule des Somerville House, welche sich später zum unabhängigen Clayfield College weiterentwickelte.

## Heute
Brisbane Boys’ College ist als eine der besten Schulen Brisbanes bekannt. Es ist Eigentum der Presbyterian and Methodist Schools' Association, die 1929 gegründet wurde und noch weitere Privatschulen in Queensland besitzt.
Obwohl die Schule einen starken Glauben in den akademischen Erfolg pflegt, gibt es viele außerschulische Aktivitäten, die den Schülern der Jahrgänge 4 bis 12 angeboten werden. Die Schulleitung glaubt fest an die Lehren der Disziplin und des Sportgeists. Die Schule gewann den ersten je stattfindenden GPS „head of the river“ Ruder-Wettbewerb.

## Campus

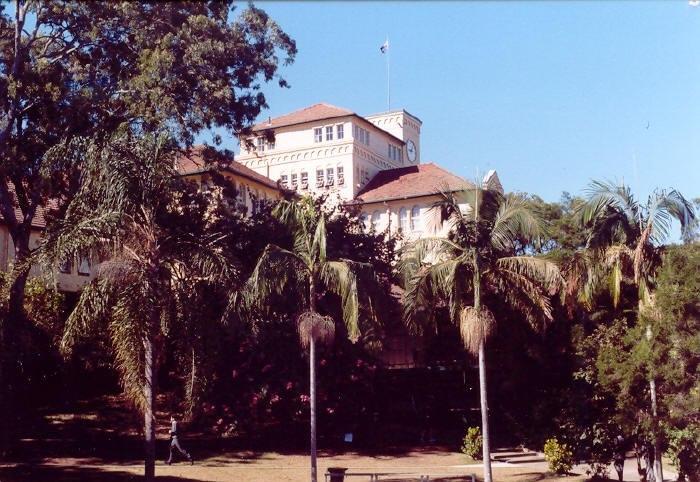
Das Hauptgebäude der Schule am Toowong Campus im Jahre 2000

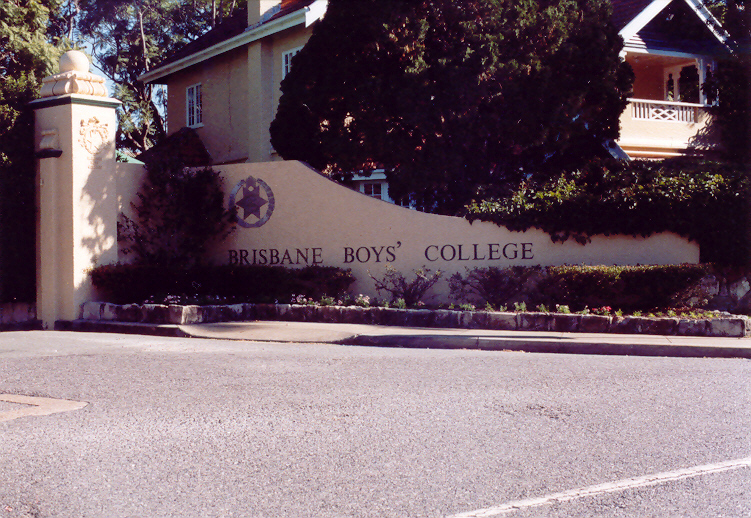
Alter Haupteingang im Jahre 2000

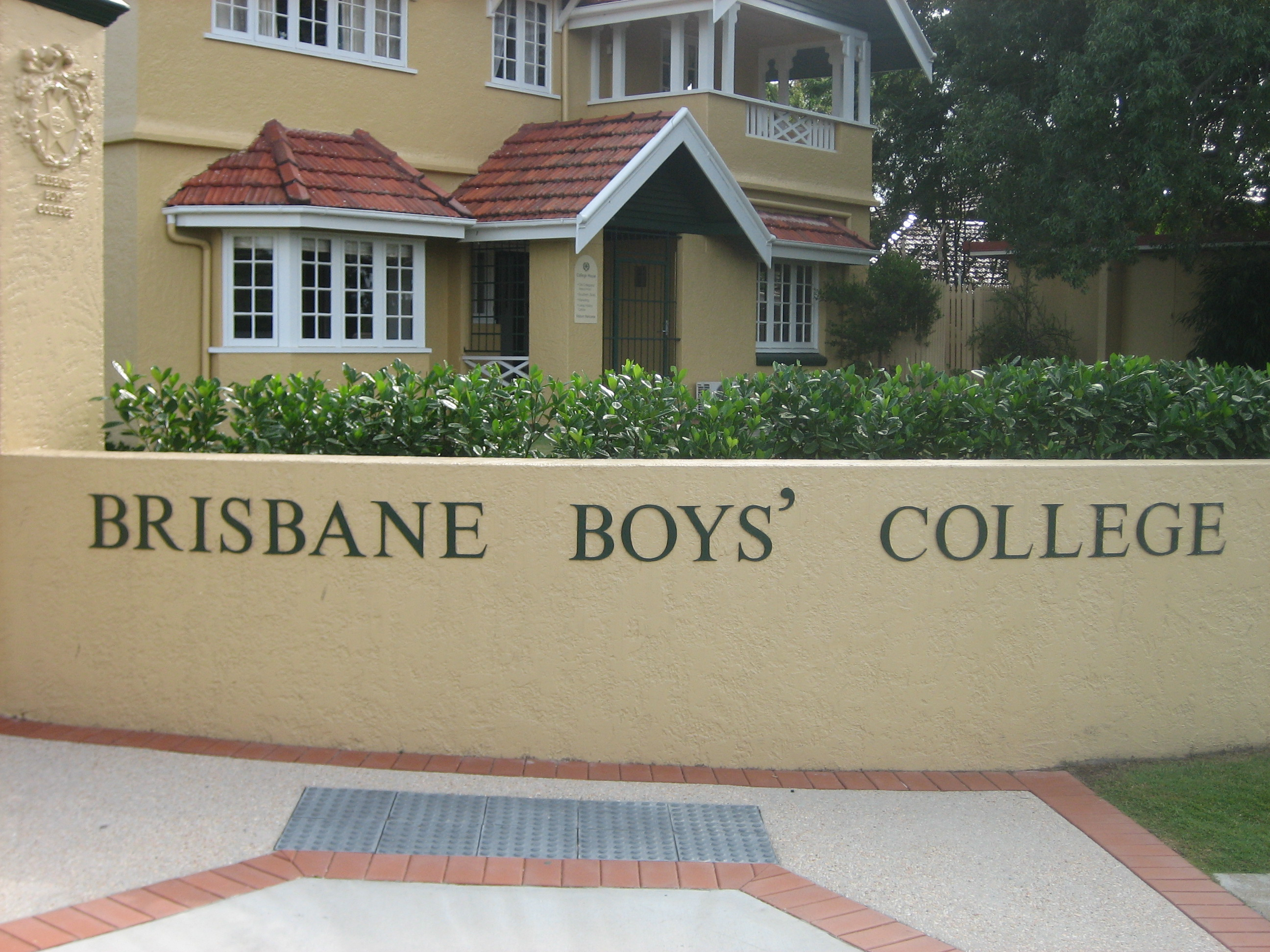
Neuer Haupteingang

Das Schulgelände des Brisbane Boys’ College befindet sich im Brisbane Stadtteil Toowong, mit dem Haupteingang an der Kensington Terrace, obwohl die Schule noch an die größeren Miskin Street und Moggil Road grenzt. Die Schule stellt ein Wahrzeichen unter den charakteristischen gelben Gebäuden an der Moggil Road dar. Das Hauptgebäude wurde in den 1930er Jahren errichtet, als die Schule nach Toowong umzog. Es zeichnet sich durch seine mediterranen Bögen und die Turmuhr aus. Die Rudd and Hamilton Flügel formen ein T vom Hauptgebäude ausgehend und die moderne glasverkleidete Bibliothek füllt den verbleibenden Halbkreis. Andere Gebäude sind der McKenzie-Flügel, die College Hall (Versammlungshalle), der Barbra Helen Thomson Sports Complex (Turnhalle), der Birtles Flügel und das Junior School Gebäude. Des Weiteren verfügt das Grundstück über vier Ovals (Cricket-Sportfelder), die, wenn sie nicht ausreichen, durch die Oakman Park ovals und die Ovals des Toowong College, University of Queensland sowie die St. Lucia playing fields ergänzt werden.

## Uniform
Wie an australischen Schulen üblich, gibt es auch an der BBC Schuluniformen. Diese variieren zwischen den einzelnen Schuljahren. Die Hauptfarben bleiben jedoch gleich: Das Jacket ist schwarz, grün und weiß, das Hemd grün (außer im letzten Schuljahr, in dem es weiß ist), die Krawatte ist grün und schwarz und die Socken und Hosen sind grau. Darüber hinaus muss außerhalb des Schulgeländes ein traditioneller Hut getragen werden.

## Bisherige Schuldirektoren
- Mr A. Rudd (1902–1931)
- Mr P. Hamilton (1931–1946)
- Dr T. Mckenzie (1946–1955)
- Mr A. Birtles (1956–1973)
- Mr G. Thompson (1974–1990, 1996)
- Mr M. Cujes (1991–1995)
- Mr M. Norris (1997–2001)
- Mr G. McDonald (2002–2017)
- Mr P. Brown (seit 2018)

## Sport und Aktivitäten
Die Schule bietet eine Reihe an Sportaktivitäten an, darunter Rugby, Fußball, Rudern, Turnen, Cricket, Basketball, Volleyball, Schach, Tennis, Geländelauf, Australian Rules Football, Leichtathletik, Schwimmen and Segeln.

## Bekannte Alumni

### Sportler
(Fettgedruckte sind noch aktiv)
- Australian Rules Football
  - Chris Scott (Brisbane Lions)
  - Clint Bizzell (Geelong Cats/Melbourne Demons)
  - Courtenay Dempsey (Essendon Bombers)
  - Hamish Simpson (Geelong Cats)
- Rugby Union
  - John Roe (Queensland Reds)
  - James Horwill (Queensland Reds)
- Cricket
  - Chris Hartley (Queensland Bulls)
  - Craig Phillipson (Queensland Bulls)
- Schwimmen
  - Kieren Perkins
- Apnoe-Tauchen
  - David Gottlieb